# Fondule barré
Fundulus diaphanus
Espèce
Statut de conservation UICN

 LC  : Préoccupation mineure
Le Fondule barré (Fundulus diaphanus) est une espèce de poisson de la famille des Fundulidae.

## Description
Le fondule barré est un petit poisson allongé dépassant rarement 10 cm. Il a une tête aplatie, une bouche dirigée vers le haut et une queue arrondie. Sa coloration va du vert au vert olive sur le dos avec des flancs plus pâles. Il est marqué de 12 à 24 barres foncées, à l'inverse du choquemort.

## Distribution et habitat
On rencontre cette espèce dans les bassins hydrographiques de la côte de l'océan Atlantique de Terre-Neuve jusqu'au Pee Dee en Caroline du Sud ainsi que dans les bassins de Saint-Laurent et du Mississippi du Nebraska au Manitoba.

### Habitat
Le fondule barré fréquente les eaux peu profondes des lacs, des étangs et des rivières. On le retrouve parfois dans les estuaires.

## Alimentation
Il se nourrit principalement de larves d'insecte et de petit crustacés planctoniques.